# Sphaerowithius perpusillus
Espèce
Synonymes
- Chelifer perpusillus Ellingsen, 1910

Sphaerowithius perpusillus est une espèce de pseudoscorpions de la famille des Withiidae.

## Distribution
Cette espèce est endémique du Kenya. Elle se rencontre vers Takaungu.

## Description
Les syntype mesurent 1,50 mm.

## Publication originale
- Ellingsen, 1910 : Die Pseudoskorpione des Berliner Museums. Mitteilung aus dem Zoologischen Museum in Berlin, vol. 4, p. 357-423 (texte intégral).